# Каратаєва Надія Юріївна
Надія Юріївна Каратаєва (нар. 25 січня 1924, Москва — пом. 10 жовтня 2019, там же) — радянська і російська актриса театру та кіно. Заслужена артистка РРФСР (1981). Вдова народного артиста СРСР Анатолія Папанова. Учасниця німецько-радянської війни.

## Біографія
Надія Каратаєва народилася 25 січня 1924 року в Москві. Її батьки ніякого відношення до мистецтва не мали: тато був військовим, мама працювала лаборанткою в закритому НДІ. Надія з дитинства обожнювала театр, грала героїнь в шкільному драмгуртку.
У червні 1941 року, відразу після закінчення середньої школи, вступила на акторський факультет ГІТІСу. Однак почалася німецько-радянська війна, яка змінила її плани. Батько пішов на фронт, а Надія, трохи провчившись в інституті, вирушили з мамою в евакуацію до Новосибірська. Там вона пройшла курси сандружинниць, а потім добровільно пішла на фронт. Працювала у військовому госпіталі, а потім сандружинницею в санітарному поїзді № 74 Чита—Москва—Чита, який забирав поранених у Москві і відвозив їх у тил. Робила пораненим бійцям уколи, перев'язки, розносила їм їжу, мила посуд. Ходила по вагонах і читала їм бойові листки і вірші.
В 1943 році ГІТІС відновив заняття. Надія повернулася на навчання в інститут, де познайомилася з Анатолієм Папановим, який прийшов туди з передової (був комісований за станом здоров'я). Йому запропонували навчатися на другому курсі. Так опинився разом з Надією, бо через відсутність чоловіків, дівчатам ні з ким було грати етюди. 20 травня 1945 року Надія та Анатолій одружилися.
У 1946 році Надія Каратаєва закінчила ГІТІС (акторський курс Марії Овчининської та Василя Орлова).
Після закінчення інституту працювала разом з чоловіком у Російському драматичному театрі у місті Клайпеді Литовської РСР.
У 1948 році на запрошення театрального режисера Андрія Гончарова чоловік Надії повернувся до Москви, а вона приїхала до нього пізніше.
З 1950 року по 2014 рік Надія Каратаєва була актрисою Московського академічного театру сатири.
Померла в Москві 10 жовтня 2019 року в реанімації однієї з лікарень Москви. Похована поряд із чоловіком, Народним артистом СРСР Анатолієм Папановим, на Новодівичому кладовищі в Москві.

## Родина
У Московському академічному театрі сатири з 1948 року і до самої смерті грав і її чоловік, актор Анатолій Папанов (1922—1987).
У 1954 році у подружжя народилася дочка, Олена Папанова, яка згодом стала актрисою Московського драматичного театру імені М. М. Єрмолової.

## Творчість

### Роботи в театрі

#### Московський театр сатири
Надія Каратаєва служила в театрі з 1950 року по 2014 рік, зіграла на його сцені в багатьох виставах:
- «Не ваша справа»
- «Квадратура кола»
- «Подруги»
- «Божевільний день, або Одруження Фігаро»
- «Стара діва»
- «Смійтеся, паяци»
- «У часу в полоні»
- «Рідненькі мої»
- «Ревізор»
- «Гніздо глухаря»
- «Маленькі комедії великого будинку»

та інші.

### Фільмографія
1. 1966 —  Лабіринт (фільм-спектакль) —  дружина судді
2. 1971 —  Офіцер флоту (фільм-спектакль) —  сторожиха
3. 1974 — Совість (1-ша серія) —  медсестра
4. 1974 —  Маленькі комедії великого будинку (фільм-спектакль, сюжет № 1 «Оглядовий ордер») —  Серафима Іванівна Іванова
5. 1977 —  Особисте щастя (серія № 4) —  дільничний лікар
6. 1978 —  Таблетку під язик (фільм-спектакль) —  Оксана Сметанкіна
7. 1978 —  У часу в полоні (фільм-спектакль) —  мати скитальця
8. 1982 —  Ревізор (фільм-спектакль) —  унтер-офіцерська вдова
9. 1987 —  Гніздо глухаря (фільм-спектакль) —  Наталя Гаврилівна, дружина Судакова
10. 2003 —  Подаруй мені життя —  бабуся Ольги
11. 2004 — Лола і маркіз. Віртуози легкої наживи — бабуся
12. 2004 —  Під небом Верони —  дружина академіка
13. 2005 — Час збирати каміння —  господиня
14. 2005 — Невідкладна допомога-2 (серія № 6 «Мумія») —  бабуся
15. 2006 —  Вісім люблячих жінок (фільм-спектакль) —  Шанель
16. 2006 —  А ви йому хто? —  бабуся Таня
17. 2006 —  Лікарська таємниця —  Некрасова
18. 2006 —  2007 —  Любов як любов —  Кузмінівна
19. 2008 — Рідні люди (Україна) —  бабуся Рая
20. 2009 —  2010 —  Спальний район —  Марія Павлівна, директор школи
21. 2011 —  Зроблено в СРСР —  бабуся Катя, сусідка Михайла
22. 2012 —  Інспектор Купер (фільм № 7 «Смерть зірки») —  Семенівна